# Walter Henrich
Walter Henrich (* 18. April 1888 in Hermannstadt, Österreich-Ungarn; † 8. Mai 1955 in Würzburg) war ein Ministerialbeamter und Rechtswissenschaftler.

## Leben
Sein Zwillingsbruder war der Schriftsteller Gustav Henrich. Walter Henrich besuchte das deutsche evangelische Gymnasium in Hermannstadt. Nach dem Abitur 1906 studierte er Rechts- und Staatswissenschaften an der Universität Klausenburg (Siebenbürgen) und der Universität Wien. 1910 wurde er an der Universität Klausenburg mit der Dissertation Über den Begriff des Kredites zum Dr. rer. pol. und 1911 mit der Dissertation Über die Anwendung des Rechtes zum Dr. jur. promoviert.
Im Anschluss begann er eine Tätigkeit bei der Centralbank der deutschen Sparkassen in Wien. Ab 1914 war er wissenschaftlicher Beamter im Referat Rechts- und Staatswissenschaften der k. k. Hofbibliothek zu Wien. 1917 wurde er parallel an der Universität Wien mit der Dissertation Die Beziehungen zwischen Recht, Moral und Gesellschaft, betrachtet aus dem Gesichtswinkel der Philosophie zum Dr. phil. promoviert. 1919 wurde er Ministerialsekretär im Ministerium für soziale Verwaltung in Wien, dort zuständig für Sozialversicherung.
1922 folgte die Habilitation bei Hans Kelsen an der Universität Wien und die Privatdozentur für Rechtsphilosophie und Allgemeine Staatslehre. 1928 erhielt er einen Ruf als außerordentlicher Professor (ab 1935 ordentlicher Professor) für Rechtswissenschaften an der Deutschen Technischen Hochschule Brünn. 1936 wurde er Ordinarius an der Technischen Hochschule zu Prag. Aufgrund von organisatorischen Umstrukturierungen musste er 1942 seinen Lehrstuhl räumen und wurde stattdessen auf eine ordentliche Lehrkanzel für Öffentliches Recht berufen. Nachdem er 1945 entlassen worden war, wurde er 1948 als „Mitläufer“ eingestuft.
Sodann erhielt er einen Lehrauftrag an der Julius-Maximilians-Universität Würzburg. Ein Jahr später wurde er Privatdozent für Staats- und Verwaltungsrecht. 1953 wurde er als Nachfolger von Wilhelm Laforet Ordinarius für allgemeines, deutsches und bayerisches Staats- und Verwaltungsrecht. 1954 wurde er emeritiert; sein Nachfolger wurde Friedrich August Freiherr von der Heydte.

## Schriften (Auswahl)
- Über den Begriff des Kredites (1910)
- Über die Anwendung des Rechts (1911)
- Die Beziehungen zwischen Recht Moral und Gesellschaft (1917)
- Theorie des Staatsgebietes (1922)
- Staatsgebiet und Gebietshoheit (1925)
- Kritik der Gebietstheorien (1926)
- Die völkerrechtliche und verfassungsrechtliche Regelung des Schutzes der nationalen, religiösen und Rassenminderheiten (1933)
- Zur Problematik des Gewohnheitsrechts (1935)